# EA Mobile
EA Mobile est une entreprise américaine de développement de jeux vidéo, filiale d'Electronic Arts. Basée à Los Angeles, l'entreprise a été créée en 2004.
La principale activité du studio est la production de jeux pour téléphones mobiles.
En 2017, le chiffre d'affaires annuel d'EA Mobile était de 700 millions de dollars et l'entreprise comptait 800 employés.